# 小北冶冶铁遗址
小北冶冶铁遗址，位于山东省济南市莱芜区高庄街道小北冶村，是中华人民共和国山东省文物保护单位之一。
1992年6月12日，授予山东省文物保护单位，是一座古遗址。